# Tumebacillus permanentifrigoris
Tumebacillus permanentifrigoris ist ein Bakterium. Es wurde aus einer Probe von einem Permafrostboden in 9 Meter Tiefe in der kanadischen Hocharktis isoliert.

## Merkmale
Tumebacillus permanentifrigoris ist stäbchenförmig. Das Bakterium ist nicht beweglich, Flagellen sind nicht vorhanden. Es bildet ovale, terminal gelegene Sporen. Der Gram-Test fällt positiv aus, bei älteren Kulturen können die Tests auch negativ ausfallen.

## Stoffwechsel und Wachstum
Tumebacillus permanentifrigoris benötigt Sauerstoff (aerob). Es ist heterotroph, es kann durch die Nutzung organischer Verbindungen wachsen. Das Bakterium kann auch chemolithoautotroph wachsen, d. h., es gewinnt Energie aus der Umsetzung anorganischer Stoffe. Es nutzt hierbei Natriumsulfit (Na2SO3), Natriumthiosulfat (Na2S2O3) und elementaren Schwefel (S0) als alleinige Elektronendonatoren, d. h., Energie wird durch die Oxidation von diesen Schwefelverbindungen gewonnen.
Wachstum erfolgt bei Temperaturen zwischen 5 und 37 °C, optimales Wachstum bei 25–30 °C. Es toleriert pH-Werte von 5,5 bis 8,9. Katalase- und Oxidase-Test fallen negativ aus. Der GC-Gehalt beträgt 53,1 mol%. NaCl wird nicht zwingend benötigt, toleriert werden bis zu 0,5 %.

## Chemotaxonomische Merkmale
Der GC-Gehalt liegt bei 53,1 mol%. Die wichtigste zelluläre Fettsäure ist iso-C15:0 (iso-Pentadecansäure). Die charakteristische Diaminosäure in der Zellwand ist die Meso-Diaminopimelinsäure (meso-DAP) und der Peptidoglykan-Typ ist A1γ. Das vorherrschende Atmungschinon ist Menachinon 7 (MK-7).

## Ökologie
Tumebacillus permanentifrigoris wurde in der kanadischen Hocharktis in Nordkanada isoliert. Die Probe stammte aus 9 Meter Tiefe im Permafrostboden. Die Temperatur des Fundortes lag bei −16 °C. Es wird angenommen, dass aktive, dort lebende Bakterien in dünnen, salzigen Wasseradern zwischen den Bodenpartikeln überleben. Die geringe Salztoleranz (0–0,5 %) und der relativ hohe Wachstumstemperaturbereich (5–37 °C) von Tumebacillus permanentifrigoris (verglichen mit der dort herrschenden Permafrosttemperatur von −16 °C) lässt allerdings vermuten, dass das Bakterium wahrscheinlich im Sporenstadium dort überdauerte. Der Permafrostboden, in dem es isoliert wurde, hatte ein Alter von 5000 bis 7000 Jahren. Es ist also möglich, dass die Zellen von Tumebacillus permanentifrigoris als „eingefrorene, schlafende Lebewesen“ dort über geologische Zeiträume hinweg existierten.

## Systematik
Die Gattung Tumebacillus zählt zu der Familie Alicyclobacillaceae innerhalb des Stamms Firmicutes. Tumebacillus permanentifrigoris ist die Typusart der Gattung, sie wurde im Jahr 2008 von Blaire Steven und Mitarbeitern erstbeschrieben. Zu der Gattung zählten im April 2022 insgesamt 8 Arten. Die Ökologie der einzelnen Arten ist unterschiedlich, die Arten von Tumebacillus kommen in unterschiedlichen Ökosystemen vor, wie Boden und Abwasser. Tumebacillus avium wurde aus dem Darm eines Mönchsgeiers, (Aegypius monachus) isoliert, die Art Tumebacillus luteolus im Boden. Die meisten Arten sind ansonsten, was die Temperatur angeht, eher mesophil, bevorzugen also gemäßigte Temperaturen.

## Namensherkunft
Der Artname der Typusart T. permanentifrigoris wurde aus den lateinischen Wörtern „permanens“ (dauerhaft) und „frigor“ (Kälte, Frost) gebildet. „Permanentifrigoris“ bedeutet also so viel wie „von permanenter Kälte“, bezogen auf die Isolierung des Stammes aus dem Permafrostboden. Der Artname wird auch in der Publikation Prokaryotic names: the bold and the beautiful genannt. Hier werden interessante Namen von Mikroorganismen aufgelistet. Der Gattungsname Tumebacillus kommt von dem lateinischen Wort tume- (geschwollen) und bezieht sich auf die Sporen, es handelt sich um terminale Endosporen, die in geschwollenen Sporangien gebildet werden. Das Wort bacillus (lat.: Stäbchen) bezieht sich auf die Zellform (das Bakterium ist stäbchenförmig).